# Elizabeth Pérez Valdez
Elizabeth Pérez Valdez (Ciudad de México, México, 15 de diciembre de 1977) es una política mexicana, miembro del Partido de la Revolución Democrática (PRD). Fue diputada federal para el periodo de 2021 a 2024.

## Biografía
Elizabeth Pérez Valdez tiene estudios truncos de licenciatura en Psicología en la Universidad Nacional Autónoma de México y actualmente cursa la licenciatura en Derecho. 
De 2004 a 2009 fue directora de Administración de la Comisión Nacional Electoral y de 2009 a 2014 fue directora de Capacitación Electoral de la Comisión Técnica Electoral del PRD. De 2014 a 2017 fue integrante de la misma Comisión Nacional Electoral del partido y desde 2017 es secretaria de Política y Alianzas del Comité Ejecutivo Nacional del PRD.
En 2021 fue elegida diputada federal por la vía plurinominal a la LXV Legislatura que concluirá en 2024. En la Cámara de Diputados fue secretaria de la comisión de Reforma Político-Electoral; así como integrante de las comisiones Jurisdiccional; de Justicia; y de Transparencia y Anticorrupción.